# Aldair Vásquez
Ángel Aldair Vásquez Vera (n. El Carmen, Ecuador; 12 de marzo de 1998) es un futbolista ecuatoriano. Juega de delantero y su equipo actual es Técnico Universitario de la Serie A de Ecuador.

## Trayectoria
Aldair inicio en el mundo del fútbol en la Academia de Fútbol Alfaro Moreno de la ciudad de Manta. Después de algunas pruebas en diferentes equipos, incluido el Independiente del Valle, llega al Barcelona S.C formando parte de las divisiones inferiores. El 14 de abril de 2015 y con 17 años recién cumplidos, Rubén Israel el que era en ese entonces el director técnico del Barcelona S.C, lo convoca al primer equipo, proveniente de la Sub-17 del club y sin ningún contrato hasta el momento, Aldair haría su debut profesional tres días más tarde; El 17 de abril de 2015 donde marcaría un gol en su debut frente a la Universidad Católica; dicho encuentro acabaría 2-1 a favor de los toreros.
Aldair tuvo el debut soñado y fue la figura del partido.
Después del partido, Aldair acaparó la atención de propios y extraños, y atrajo la atención de varios empresarios como también de la prensa que veían como nacía una nueva joya en el fútbol ecuatoriano ya que desde su debut en el primer equipo, y gracias a su entrega, sacrificio y buen fútbol, supo ganarse a la hinchada más grande del país.
Sin un contrato profesional todavía y al no llegar a un acuerdo con el Barcelona SC, firma su primer contrato profesional al año siguiente con Búhos ULVR Fútbol Club de la Segunda Categoría de Ecuador en ese momento.
Aldair ha demostrado su talento en varios equipos de su país natal donde ha podido jugar y destacar en las tres divisiones del fútbol profesional ecuatoriano como son la Serie A de Ecuador, Serie B de Ecuador y Segunda Categoría de Ecuador.
Fue convocado para ser parte de la Selección de fútbol de Ecuador en la categoría Sub-15 para disputar el Campeonato Sudamericano de Fútbol Sub-15 de 2013 que se llevó a cabo en Bolivia.
Así también conformó la lista definitiva para la Copa Mundial de Fútbol Sub-17 de 2015 que se disputó en Chile.
En el 2016 Aldair viajó a Europa para realizar pruebas en algunos equipos de varios países como España, República Checa y Austria. En este último país pudo hacer pruebas en el equipo SKN St. Pölten donde por un tema entre dirigencias, no se pudo llegar a un acuerdo y retornó al país con la intención de volver a España pues iba a presentarse a nuevas pruebas en equipos españoles pero por una grave lesión en su tobillo jugando en su país, ya no pudo viajar como se tenía previsto.

## Selección nacional

### Categorías inferiores

#### Participaciones en Campeonatos Sudamericanos
| Campeonato                             | Sede    | Resultado      | Partidos | Goles |
| -------------------------------------- | ------- | -------------- | -------- | ----- |
| Campeonato Sudamericano Sub-15 de 2013 | Bolivia | Fase de grupos | 4        | 0     |

#### Participaciones en Copas del Mundo
| Campeonato                  | Sede  | Resultado        | Partidos | Goles |
| --------------------------- | ----- | ---------------- | -------- | ----- |
| Copa Mundial Sub-17 de 2015 | Chile | Cuartos de final | 5        | 0     |

## Clubes
| Club                  | País    | Año       |
| --------------------- | ------- | --------- |
| Barcelona S. C.       | Ecuador | 2015      |
| Guayaquil Sport       | Ecuador | 2016      |
| Guayaquil City        | Ecuador | 2017-2018 |
| Liga de Portoviejo    | Ecuador | 2019      |
| Deportivo Quevedo     | Ecuador | 2020      |
| Atacames S. C.        | Ecuador | 2021      |
| Montry                | Ecuador | 2021      |
| Pelileo S. C.         | Ecuador | 2022      |
| Juventud              | Ecuador | 2022      |
| 7 de Febrero          | Ecuador | 2022      |
| Juventud Italiana     | Ecuador | 2023      |
| Miguel Iturralde      | Ecuador | 2023      |
| Astillero F. C.       | Ecuador | 2024      |
| Técnico Universitario | Ecuador | 2025-act. |